# Lijst van onderscheidingen van Willem-Alexander der Nederlanden

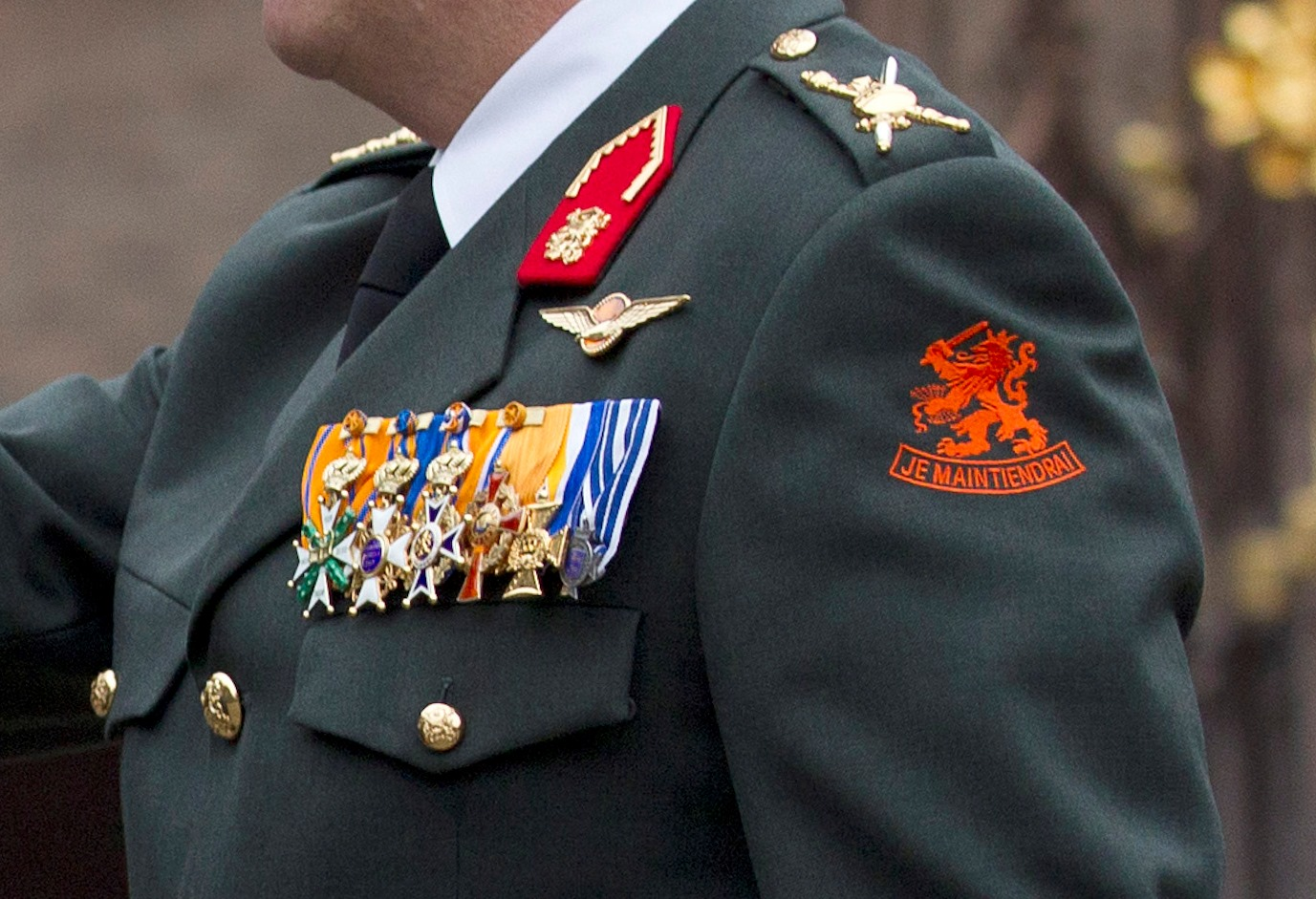
Versierselen van koning Willem-Alexander tijdens de uitreiking van de Militaire Willems-Orde aan majoor Gijs Tuinman op 4 december 2014

Willem-Alexander der Nederlanden is onderscheiden met vele onderscheidingen.

## Nederlandse onderscheidingen van Willem-Alexander
- Grootmeester (ex officio) van de Militaire Willems-Orde
- Ridder Grootkruis in de Orde van de Nederlandse Leeuw
- Grootmeester (ex officio) van de Orde van Oranje-Nassau
- Ridder in de Huisorde van de Gouden Leeuw van Nassau
- Grootkruis in de Huisorde van Oranje
- Het Onderscheidingsteken voor Langdurige Dienst als officier
- Inhuldigingsmedaille 1980
- Huwelijksmedaille 2002
- Inhuldigingsmedaille 2013
- Erecommandeur van de Johanniter Orde in Nederland
- Het Elfstedenkruisje

## Buitenlandse onderscheidingen van koning Willem-Alexander
- Orderketen in de Orde van de Bevrijder San Martin van Argentinië
- Grootlint in de Leopoldsorde van België
- Grootkruis in de Kroonorde van België
- Grootkruis in de Nationale Orde van het Zuiderkruis van Brazilië
- Grootkruis van Industriële Verdienste voor de staat São Paulo van Brazilië
- Grootkruis in de Koninklijke Familie-Orde Laila Utama van Brunei
- Grootkruis in de Orde van Verdienste van Chili
- Ridder in de Orde van de Olifant van Denemarken[1]
- Grootkruis Eerste Klasse in de Orde van Verdienste van de Bondsrepubliek Duitsland (De Duitse Bondspresident stond er op de indertijd pas 17-jarige Prins van Oranje te decoreren.)
- Grootkruis in de bijzondere klasse in de Orde van Verdienste van de Bondsrepubliek Duitsland
- Eerste klasse met keten in de Orde van het Kruis van Terra Mariana van Estland[2]
- Grootkruis in de Nationale Orde van het Legioen van Eer van Frankrijk[3]
- Grootkruis in de Nationale Orde van Verdienste van Frankrijk
- Grootkruis in de Orde van de Verlosser van Griekenland
- Grootkruis in de Orde van Mahaputera van Indonesië
- Grootkruis in de Orde van Verdienste van Italië
- Keten en Grootlint in de Orde van de Chrysanthemum van Japan
- Grootkruis met keten in de Orde van Al-Hussein bin Ali van Jordanië
- Grootkruis in de Orde van Al-Nahdah van Jordanië
- Grootkruis in de Orde van Amilcar Cabral van Kaapverdië[4]
- Grootkruis met Keten in de Orde van de Drie Sterren van Letland
- Grootkruis met Keten in de Orde van Vytautas de Grote van Litouwen[5]
- Grootkruis in de Orde van de Eikenkroon van Luxemburg
- Grootkruis in de Orde van Burgerlijke en Militaire Verdienste van Adolf van Nassau van Luxemburg
- Grootlint in de Orde van de Azteekse Adelaar van Mexico
- Grootkruis in de Orde van Sint Olaf van Noorwegen
- Grootkruis in de Orde van de Wedergeboorte van Oman
- De Grote Ster van het Ereteken van Verdienste voor de Republiek Oostenrijk
- Ridder in de Orde van de Witte Adelaar van Polen
- Grootkruis met keten in de Orde van de Infant Dom Henrique van Portugal[6]
- Keten van de Onafhankelijkheid van Qatar
- Grootkruis in de Orde van Isabella de Katholieke van Spanje[7]
- Grootkruis in de Orde van Chula Chom Klao van Thailand[8]
- Ie Klasse met de keten in de Orde van de Witte Leeuw van Tsjechië [9]
- Ridder met keten in de Orde van Pius van Vaticaanstad
- Grootkruis in de Orde van de Bevrijder van Venezuela
- Lid van de Orde van de Unie van de Verenigde Arabische Emiraten
- Ridder in de Orde van de Serafijnen van Zweden
- Ridder in de Orde van de Kousenband van Verenigd Koninkrijk[10][11]
- Ridder in de Grote Orde van Mugunghwa van Zuid-Korea

## Internationale onderscheidingen van koning Willem-Alexander
- Olympische orde in goud van het Internationaal Olympisch Comité